# Cunina frugifera
Cunina frugifera is een hydroïdpoliep uit de familie Cuninidae. De poliep komt uit het geslacht Cunina. Cunina frugifera werd in 1948 voor het eerst wetenschappelijk beschreven door Kramp. 